# 무함마드 지단
모하메드 압둘라 지단(아랍어: محمد عبد الله زيدان, Mohamed Abdullah Zidan, 1981년 12월 11일, 포트사이드 ~ )은 이집트의 은퇴한 축구 선수이다.

## 클럽 경력
이집트의 포트사이드에서 태어나 1998년 이집트의 엘 마스리(El-Masry)에서 유스 생활을 했으며 덴마크 슈퍼리가의 아카데미스크 BK에서 프로 선수 생활을 시작하였다. 1999년부터 2003년까지 네 시즌 동안 51경기에서 12골을 기록하고, 같은 리그의 FC 미트윌란으로 이적, 총 47경기에서 30골을 득점하고, 리그에서는 19골을 넣어 리그 득점왕에 올랐다.
2004-05 시즌, 그의 걸출한 활약을 주목한 독일 분데스리가의 베르더 브레멘으로 이적하여 기대를 모았으나, 미로슬라프 클로제, 이반 클라스니치 등에 밀려 주전 자리를 확보하지 못했다. 2005-06 시즌, 출장 기회를 노리던 지단은, 강등권에서 허덕이는 1. FSV 마인츠 05에 임대되는 길을 선택했고, 2005-06 시즌 26경기 9골을 기록하며 잔류가 어렵다고 여겨졌던 마인츠를 11위에 올려 놓았다.
시즌 종료 후, 팬들 뿐만 아니라 지단 자신도 잔류를 희망했지만, 소규모 클럽인 마인츠에는 그를 영입할 만한 재정이 없어 임대 기간 종료와 함께 베르더 브레멘으로 이적하였다. 마인츠에서 뛰어난 활약을 했던 그였지만, 2006-07 시즌 주전 경쟁에서도 밀려, 주전으로 뛸 수 있는 팀으로의 이적을 희망하였다.
2007년, 280만 유로라는 이적료에 1. FSV 마인츠로 이적했으며, 강등권에서 허덕이는 마인츠의 핵심 선수로서 15경기에서 13골을 넣는 뛰어난 득점력을 선보였으나, 이런 활약에도 불구하고 팀은 2 분데스리가로 강등되었다. 2007-08 시즌, 500만 유로에 함부르거 SV로 이적해 2007-08 시즌 21경기에서 3골을 기록했으며, 2008-09 시즌 마인츠 소속 시절 감독 위르겐 클로프 (Jürgen Klopp) 가 감독을 맡고 있는 보루시아 도르트문트로 이적하였다.
2012년 1월 31일, 모하메드 지단은 친정팀인 1. FSV 마인츠 05로 복귀하였다. 2012년부터 2014년까지 바니야스 SC에서 활약하였다.

## 대표팀 경력
이집트 축구 국가대표팀에는 2005년에 데뷔해, 현재까지 35경기에서 8골을 넣었으며 (2010년 3월 기준), 2008년 아프리카 네이션스컵, 2009년 FIFA 컨페더레이션스컵, 2010년 아프리카 네이션스컵에 출전한 바 있다.